# Benji Madden

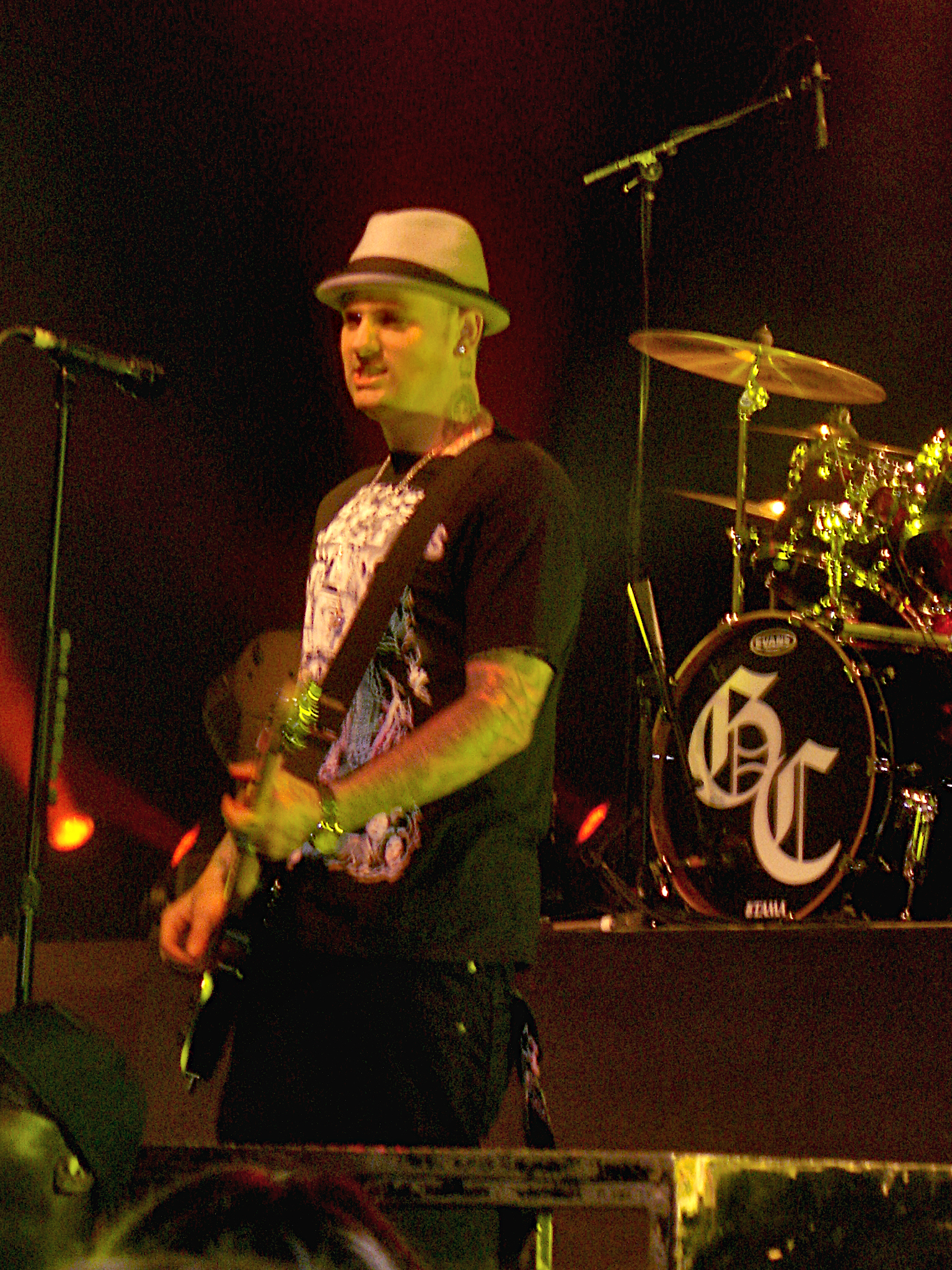
Benjamin Madden

Benjamin Levi "Benji" Madden, född 11 mars 1979 i Waldorf, Maryland, är en amerikansk gitarrist och sångare i rockbandet Good Charlotte. Han är tvillingbror till Joel Madden, sångare i samma band.
Den 5 januari 2015 gifte sig Madden med skådespelaren Cameron Diaz. I januari 2020 fick de sitt första gemensamma barn.